# 上下碧
上下 碧（うえした あお、1995年（平成7年）2月16日 - ）は、日本のアイドル・タレント。

## 人物
フィリピンと日本のハーフ。足のサイズ26cm
2013年5月〜2015年3月にきろる(名古屋)、2015年12月〜2021年8月に仮面女子(大阪→東京)にてアイドル活動。
仮面女子卒業後、2022年2月からタレントとして活動中。
東名阪でアイドル活動を行っていたため、現在も東名阪を中心に活躍。
アイドルの頃はMC・トーク担当だったのもありその長所を活かした仕事や、高身長を生かしたモデル業などで活躍。
好きなものはラーメン、食べること、寝ること、テーマパーク、遊園地、動物、動物園、水族館、謎解き、脱出ゲーム、テレビゲーム、お笑い、アイドルなど。

## 出演

### 雑誌
- 「モトモト」（2017年5月）
- 「UNIT」（2018年春号）
- 「popteen」（2019年12月）
- 「モトモト」（2019年12月）
- 「Ray」（2021年2月・3月）

### テレビ
- 「ぱちタウンTV with 仮面女子」（2017年、テレビ大阪）
- 「Boat Race Live SUMINOE」（2019年〜2020年、BS11） - レギュラー
- 「シャキット」（2020年8月、チバテレ）
- 「ドリームスシリーズ アイドルチャンピオンボウリング2020」（2020年8月、CSフジテレビONE）
- 「アイドルチャレンジTV」（2020年11月、チバテレ）
- 「Tune」（2021年6月、フジテレビ）
- 「ぶっと美テレビ番外編」（2023年7月、KBS京都）
- 「ぶっと美テレビ番外編」（2023年9月、KBS京都）

### ラジオ
- 高須クリニック presents「Yes!ミュージックカルテ」（2018年〜2019年、ABCラジオ） - レギュラー
- 高須クリニック presents「Yes!日曜酒Bar!」（2019年8月、ABCラジオ） - ゲスト出演
- 高須クリニック presents「Yes!日曜酒Bar!」（2020年3月、ABCラジオ） - ゲトト出演
- 高須クリニック presents「Yes!日曜酒Bar!」（2020年4月、ABCラジオ） - ゲスト出演
- 「志の輔ラジオ　落語DEデート」（2020年5月、文化放送）
- 「IBS MUSIC STATE」（2020年9月、茨城放送）
- 「週明けクマチャンネル」（2021年7月、ラジオ関西）

### 舞台
- 「冥途喫茶II」（2022年7月、池袋シアターグリーン BIG TREE THEATER）
- 「屋上の鍵の開け方をね、極秘のルートでゲットしたのだよ」（2023年4月、光塾 COMMON CONTACT 並木町）
- 「冥途喫茶III」（2023年6月、池袋シアターグリーン BIG TREE THEATER）
- 「予約の取れないゴーストホテル」（2024年1月、池袋シアターグリーン BIG TREE THEATER）

### Wed
- ワタナベフラワー「そうです私が花火です」（2018年8月）

### CM
- 高須クリニック大阪院TVCM（2024年）
- 高須クリニック大阪院TVCM（2023年）
- 京セラドームオーロラビジョン高須クリニック大阪院CM（2023年）
- 京セラドームオーロラビジョン高須クリニック大阪院CM（2020年）
- 高須クリニック大阪院TVCM（2018年）
- 京セラドームオーロラビジョン高須クリニック大阪院CM（2019年）
- 高須クリニック大阪院TVCM（2017年）

### その他
- ミス・ユニバース・ジャパン兵庫ファイナリスト特別賞（2016年）
- 関西アイドルマラソン秋の陣、大阪マラソン（2017年11月） - 完走
- 「らーめん小僧」コラボ（2018年2月）
- 日本女子プロ野球「京都フローラ」イメージガール就任、始球式（2018年）
- 京セラドーム　オリックス・バファローズ-福岡ソフトバンクホークス 始球式（2018年8月）